# 홍유경
홍유경(洪瑜暻,, 1994년 9월 22일 ~ )은 대한민국의 가수로, 걸 그룹 에이핑크 소속으로 활동했다. 대한민국의 중견 철강 제조업체인 DSR제강 창업주였던 홍순모의 손녀라는 사실이 알려지면서 화제를 모았으나 2013년 4월 학업 문제로 에이핑크에서 탈퇴하였다. 현재는 패션디자이너로 활동하고 있다.
한편 에이핑크 데뷔 이전인 2006년에는 동요 음반 《119소방동요집(III)》에 수록된 해태 이야기를 불렀다.

## 경력
- 2011년 4월 19일 ~ 2013년 4월 23일 그룹 '에이핑크' 멤버
- 2011년 4월 19일 ~ 2013년 4월 23일 소속사 '플랜에이엔터테인먼트' 소속

## 학력
- 중앙대학교 사범대학 부속초등학교 (졸업)
- 세화여자중학교 (졸업)
- 서울공연예술고등학교 연기예술과 (졸업)
- 중앙대학교 공연창작학부 연극영화학과 (졸업)
- 서울대학교 대학원 의류학과 (졸업)

## 출연 작품

### 뮤직비디오
- 비스트
  - Beautiful
- 에이핑크
  - Seven Springs Of Apink: 몰라요, Wishlist
  - It Girl (Remix Ver.)
  - Snow Pink: MY MY
  - UNE ANNEE: HUSH, BUBIBU, 4월 19일

### 방송
- 《에이핑크 뉴스》 (2011년 3월 28일~2011년 6월 17일)
- 《에이핑크 뉴스 시즌2》 (2011년 11월 25일~2012년 2월 10일)
- 《에이핑크 뉴스 시즌3》 (2012년 6월 22일~2012년 9월 14일)